# Prințesa Elena a Regatului Unit
Prințesa Elena (Helena Augusta Victoria: Prințesă de Schleswig-Holstein prin căsătorie; 25 mai 1846 – 9 iunie 1923) a fost membru al familiei regale britanice, a treia fiică și al cincilea copil al reginei Victoria și al Prințului Albert de Saxa-Coburg și Gotha

## Copilărie

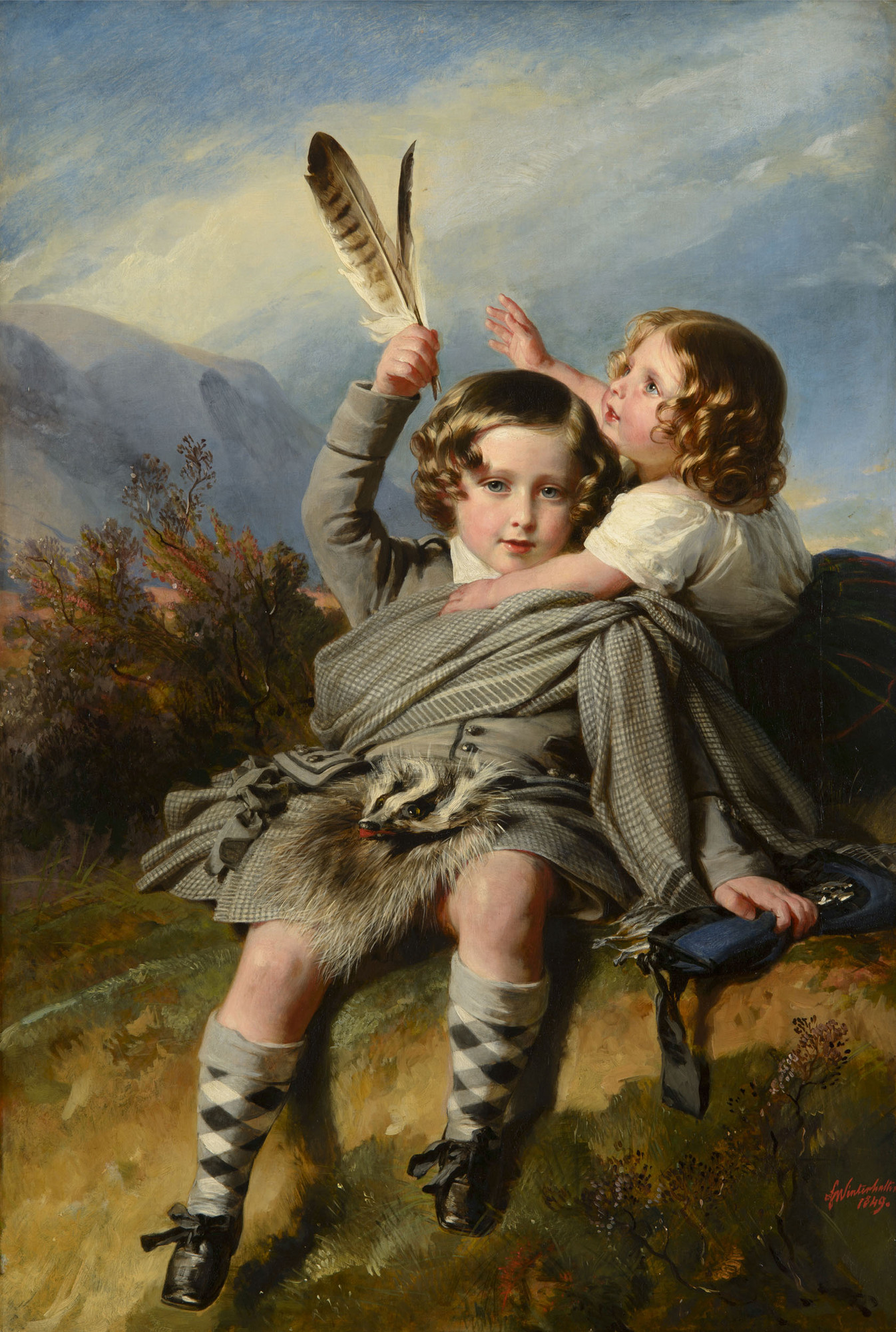
Prințesa Elena (dreapta) cu fratele ei Prințul Alfred. Elena a fost sora favorită a lui Alfred.

Elena s-a născut la Palatul Buckingham, reședința regală oficială din Londra, la 25 mai 1846. A fost a treia fiică și al cincilea copil al reginei Victoria și al soțului ei, Albert de Saxa-Coburg și Gotha. Albert și Victoria i-au ales numele Helena Augusta Victoria. Numele german pentru Elena era Helenchen, mai târziu prescurtat la  Lenchen, numele prin care membrii familiei regale se refereau la Elena. Botezul a avut loc la 25 iulie 1846 la Palatul Buckingham. Nașii ei au fost Friedrich Wilhelm,Mare Duce de Mecklenburg-Strelitz, vărul ei primar; Ducesa de Orléans și Ducesa de Cambridge.
Printre talentele ei manifestate în copilărie se includea și desenul. Lady Augusta Stanley, doamnă de onoare a reginei a comentat favorabil desenele Elenei în vârstă de trei ani. Ca și celelalte surori, știa să cânte la pian foarte bine încâ de la o vârstă mică. Alte interese includeau știința și tehnologia, călăritul și navigatul. Cu toate acestea, după nașterea surorii sale Prințesa Louise în 1848, abilitățile ei au fost puse în umbră de sora sa.
Tatăl Elenei, Prințul Albert, a murit la 14 decembrie 1861. Regina a fost devastată și a dispus ca fiicele ei să fie mutate de la Windsor la Casa Osborne, reședința  reginei de pe Isle of Wight. Durerea Elenei a fost profundă; o lună mai târziu îi scria unei prietene: "Ceea ce am pierdut nu poate fi înlocuit iar durerea noastră este foarte foarte amară... L-am adorat pe papa, l-am iubit mai mult decât orice pe Pământ, cuvântul lui era lege sfântă, era ajutorul și sfătuitorul meu...Acele ore erau cele mai fericite din viața mea iar acum gata, totul s-a sfârșit."

## Căsătorie

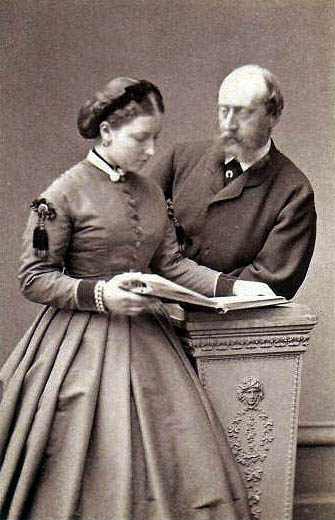
Elena și logodnicul ei, Christian, 1865

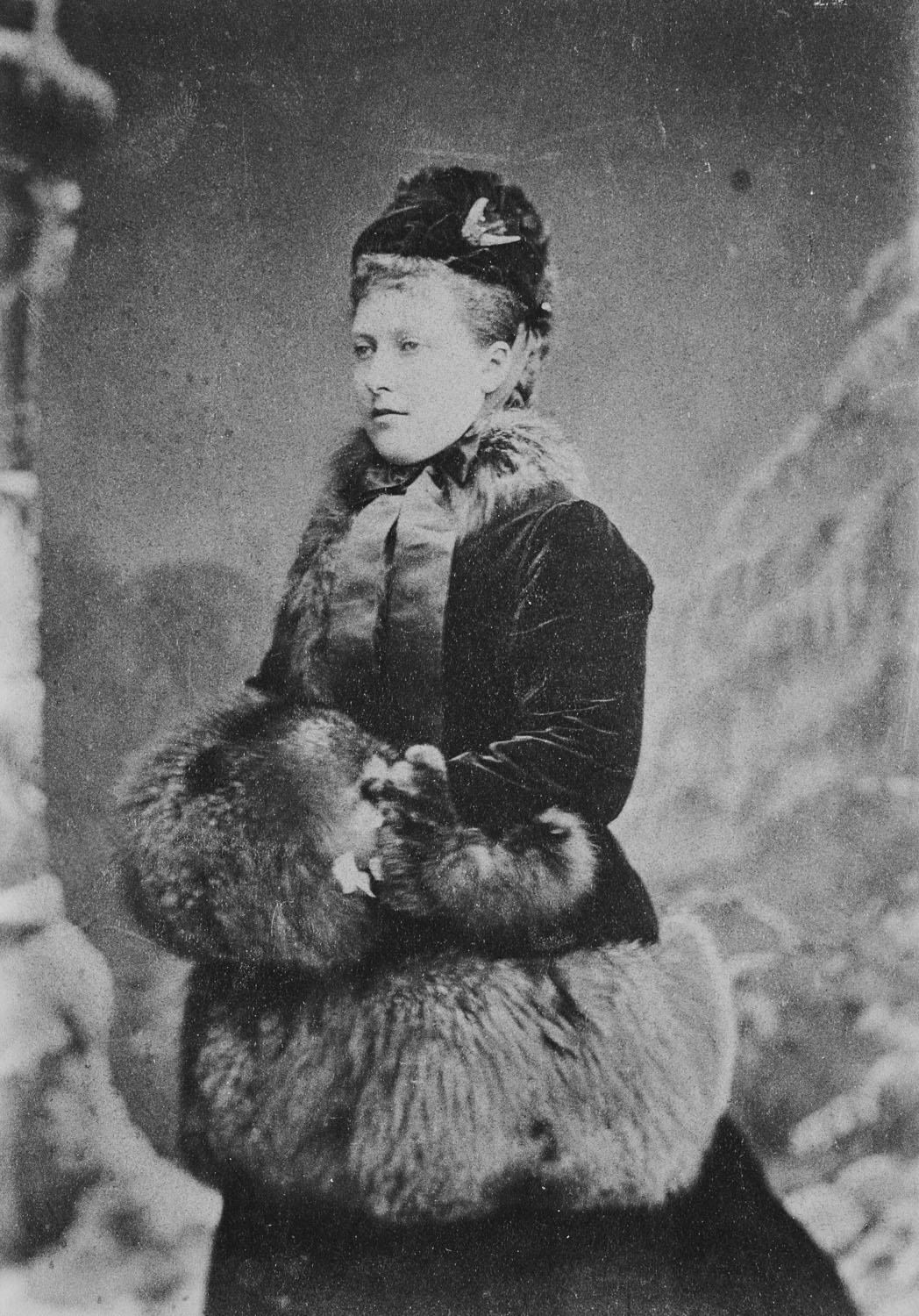
Prințesa Elena, Prințesă Christian de Schleswig-Holstein, 1883.

Prințesa Elena a început un flirt cu fostul bibliotecar al tatălui ei, Carl Ruland. Acesta îl învăța germana pe fratele Elenei, tânărul Prinț de Wales iar regina l-a descris drept "capabil și util". Când regina a descoperit că Elena era atrasă de funcționarul regal, acesta a fost concediat și trimis înapoi în Germania natală.
După plecarea lui Ruland în 1863, regina a început să caute un soț pentru Elena. Fiind al cincilea copil al cuplului, perspectiva unei alianțe puternice cu o casă regală europeană era scăzută. De asemenea, apariția ei constituia o preocupare deoarece până la vârsta de 15 ani, biograful ei a descris-o ca fiind îndesată și neîngrijită. Mai mult, Victoria a insistat ca viitorul soț al Elenei să fie pregătit să trăiască pe lângă regină, păstrându-și în acest fel fiica pe lângă ea.
În cele din urmă, alegerea ei a căzut pe Prințul Christian de Schleswig-Holstein; cu toate acestea, din punct de vedere politic, partida era penibilă și a provocat o încălcare gravă în cadrul familiei regale. Schleswig și Holstein erau două teritorii pe care se băteau Prusia și Danemarca. Mai târziu, Prusia și Austria au învins Danemarca iar ducatele au fost pretinse de Austria pentru familia Prințului Christian. Cu toate acestea, ca urmare a războiului austro-prusac, în care Prusia a invadat și ocupat ducatele, ele au devenit prusace iar titlul "Duce de Schleswig-Holstein" a fost revendicat de familia Prințului Christian. Căsătoria a îngrozit-o pe fiica regelui Christian al IX-lea al Danemarcei, Alexandra, Prințesă de Wales, care a exclamat: "Ducatele aparțin lui papa."
Alexandra a găsit un sprijin în Prințul de Wales și în Prințesa Alice, care a acuzat-o deschis pe mama ei că a sacrificat fericirea Elenei pentru comoditatea reginei. Alți opozanți erau și Prințul Alfred și Prințul George, însă regina a fost susținută cu ardoare de Victoria, fiica ei cea mare, care era prietenă cu familia lui Christian de mulți ani.
În ciuda controverselor politice și a diferenței de vârstă - Prințul Christian avea cu 15 ani mai mult decât Elena - cei doi erau fericiți împreună și acest lucru a determinat-o pe Elena să se mărite. Ca fiu mai mic al unui Duce conducător, absența angajamentelor externe i-au permis Prințului să rămână permanent în Marea Britanie - principala preocupare a reginei.
Elena și Christian erau veri de gradul trei prin descendența de la Frederick, Prinț de Wales. Relațiile dintre Elena și Alexandra au rămas încordate iar Alexandra nu era pregătită să-l accepte pe Christian (care de asemenea era văr de gradul trei cu Alexandra) ca văr sau frate.
Logodna a fost anunțată la 5 decembrie 1865. Regina a permis ca ceremonia să aibă loc la Castelul Windsor și a renunțat la rochia neagră de doliu. Christian părea mai în vârstă decât era iar un oaspete a comentat că parcă Elena se căsătorea cu unchiul ei. Cuplul și-a petrecut prima noapte la Casa Osborne înaintea lunii de miere de la Paris, Interlaken și Geneva.
Elena și Christian au fost devotați unul celuilalt și au trăit o viață liniștită în comparație cu surorile Elenei. După căsătorie și-au stabilit reședința la Cumberland Lodge; când stăteau la Londra, locuiau la Palatul Buckingham. Cuplul a avut șase copii: Christian Victor în 1867, Albert în 1869, Elena Victoria în 1870 și Marie Louise în 1872. Ultimii doi fii au murit la vârste fragede; Frederick Harold la opt zile după naștere, în 1876 și un fiu născut mort în 1877. Prințesa Louise, sora Elenei, a comandat sculptorului francez Jules Dalou un memorial pentru cei doi copii ai Elenei.